# ジャン＝ルイ・ポン

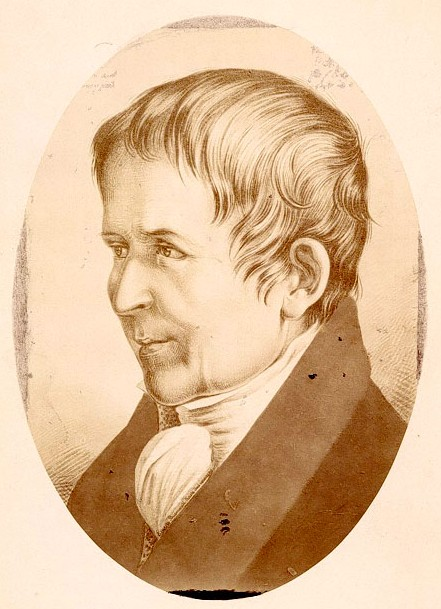
ジャン＝ルイ・ポン

ジャン＝ルイ・ポン（仏: Jean-Louis Pons, 1761年12月24日 – 1831年10月14日) は、フランスの天文学者である。1801年から1827年にかけて37個の彗星を発見した。これは個人の彗星発見者では史上最多である。姓はポンスとも表記する。

## 生涯
ポンはフランス・オート＝アルプ県のペイル（Peyre）に生まれた。家は貧しかったが独学で天文学を学んだ。1789年にマルセイユ天文台に入り、1819年にはイタリアのルッカ近くに作られた新しい天文台の所長となった。1825年にフィレンツェのスペコーラ博物館付属天文台に移った。1818年には1年間に3個の彗星を発見した功績により、フランス科学アカデミーからラランド賞を受賞した。1827年から視力が衰え始め、1831年に引退して間もなくフィレンツェで没した。彼が残した資料は、現在フィレンツェのガリレオ博物館に保管されている。

## 発見した彗星
ポンは5個の周期彗星を発見しているが、今日彼の名前で呼ばれているのはそのうち3個である。それらは、7P/ポンス・ヴィネッケ彗星、12P/ポンス・ブルックス彗星、そして1827年に発見したが行方不明となり、2012年に再発見された273P/ポンス・ガンバール彗星（再発見前からこの名）である。
彼が発見したが名前が付いていない周期彗星の1つに、1818年11月26日に発見した2P/エンケ彗星がある。しかしこれは最初の発見ではなく（エンケ彗星の最初の発見者は1786年1月17日のピエール・メシャン）、この彗星には、後にその軌道を計算し、これらを含む多くの発見が、非常に短い周期をもつ同一の周期彗星であることを示したヨハン・フランツ・エンケの名前が付けられた。
ポンは1818年に27P/クロンメリン彗星も発見もしていて、最初はポン彗星と呼ばれていた。1929年、アンドリュー・クロンメリンの軌道計算により、1873年のコッジャ・ヴィネッケ彗星、1928年のフォーブズ彗星と同一であることが明らかになり、ポン・コッジャ・ヴィネッケ・フォーブズ彗星となったが、1948年にクロンメリン彗星と改名された。